# Lillian Adams
Lillian Adams (13. maj 1922 – 25. maj 2011) var en amerikansk teater- og tv-skuespiller, som er mest kendt for at medvirke i reklamer, men hun har ligeledes optrådt flere hundrede gange i film og TV-serier. Adams havde mindre roller i film som Private Benjamin og Bruce Almighty, og i TV-serier som Archie Bunker's Place, The Twilight Zone, Married with Children og NYPD Blue. Hendes seneste filmprojekt er en selvstændig film med titlen At what Cost, som var i produktion fra september 2010.

## Udvalgt filmografi
- The Suite Life on Deck (2008) ..... Mrs. Pepperman
- Ugly Betty (2006) ..... Esther
- Bruce Almighty (2003) ..... Mama Kowolski
- Two and a Half Men (TV serie) (2003) ..... Mrs. Freemantle
- Malcolm in the Middle (TV serie) (2000) ..... Mona 6.
- Becker (TV serie) (1998) ..... Mrs. Rowick
- Dharma & Greg (TV serie) (1997) ..... Mrs. Spinoza
- Wings (TV serie) (1990) ..... Older Lady
- Murphy Brown (TV serie) (1988) ..... Estelle
- Out of This World (TV serie) (1987) ..... Evie
- Archie Bunker's Place (TV serie) (1979) ..... Mrs. Plotkin
- The Jerk (1979)..... Tillie
- Ironside (TV serie) (1967) ..... Mrs. Farber
- Family Affair (TV serie) (1966) ..... Mrs. Mariani
- The Outer Limits (TV serie) (1963) ..... Dix's Mother, i episoden Nightmare
- The Wild and the Innocent (1959) ..... Kiri Hawks
- Whirlybirds (1958) ..... Clerk